# Parantonae binodosa
Parantonae binodosa är en insektsart som beskrevs av Goding. Parantonae binodosa ingår i släktet Parantonae och familjen hornstritar. Inga underarter finns listade i Catalogue of Life.